# Escudo de Gibraltar
El escudo de Gibraltar fue otorgado el 10 de julio de 1502 por la reina Isabel I de Castilla. Es el escudo de armas más antiguo de los usados en los territorios ultramarinos británicos y el único con un origen anterior al establecimiento de la administración colonial.
En el escudo de Gibraltar aparece, en un campo de plata con una franja de gules situada en la punta, un castillo con tres torres, almenado de gules y mazonado de sable. De la puerta del castillo pende una llave de oro que está colocada en el centro de la franja situada en la punta.
La llave simboliza la importancia de la fortaleza del Peñón. En la parte inferior del escudo de armas figura, en una cinta, el lema Montis Insignia Calpe (Insignia del Peñón de Gibraltar).
Después de la invasión británica de 1704, parte de la población del peñón huyó y fundó la localidad de San Roque, adoptando las armas de la ciudad para el nuevo emplazamiento.
Desde 1982, la bandera de Gibraltar se compone de los elementos de su escudo.

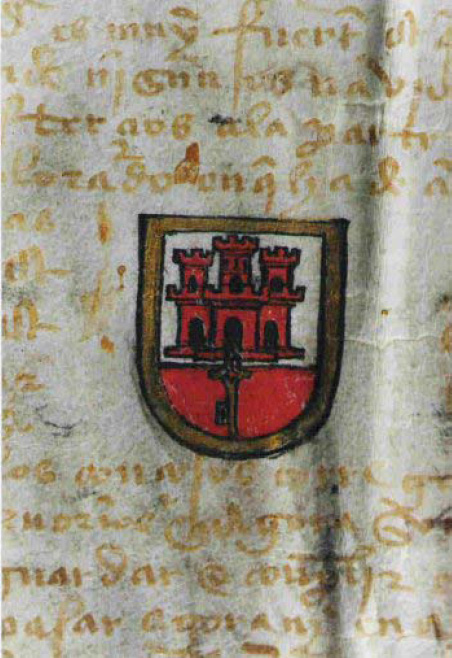
Miniatura de época con el escudo otorgado por la reina Isabel I de Castilla en 1502.
Escudo abreviado de Gibraltar entre 1506 y 1713.
Gran escudo de Gibraltar entre 1506 y 1713.
Escudo del Gobierno de Gibraltar.
Escudo del Regimiento Real de Gibraltar.